# 伊诺霍斯
伊诺霍斯，是西班牙安达卢西亚自治区韦尔瓦省的一个市镇。总面积320平方公里，总人口3604人（2001年），人口密度11人/平方公里。